# Apostolsk Kirke
Apostolsk Kirke er en mellemstor frikirke i Danmark oprettet i 1924. Den udspringer af den internationale pinsevækkelse med omkring 250 millioner medlemmer.
Apostolsk Kirke bygger på en bogstavelig forståelse af Bibelen og accepterer de oldkirkelige trosbekendelser. Kirken betragter sig både som en evangelisk kirke, hvor evangeliet danner grundlag for troen, og som en kirke der er påvirket af den karismatiske bevægelses syn på nådegaverne.
Apostolsk Kirke har et baptistisk dåbssyn: den praktiserer troendes dåb. Dåb af børn forekommer ikke. Apostolsk Kirke forkynder som den øvrige pinsevækkelse Helligåndens Dåb som en naturlig gave til den kristne.

## Vision
Apostolsk kirke planter og opbygger lokale menigheder, som er apostolske/missionale af natur, og som hjælper mennesker til at finde ind i Guds plan for deres liv. Vi ønsker, i fællesskab med andre, at fuldføre missionsbefalingen ved overalt at plante og opbygge levende voksende menigheder. 

## Ledelse
Et af de områder, der traditionelt har skilt Apostolsk Kirke fra den øvrige pinsevækkelse i Danmark, er ledelsessynet. Det er baseret på de fem tjenestegaver: apostle, profeter, evangelister, hyrder og lærere, som Paulus beskriver i Efeserbrevet kapitel 4 vers 11ff. I praksis betyder det, at kirken oprindeligt ledtes af apostle og profeter, der var kaldet af Gud gennem profeti i modsætning til den mere kongregationalistiske opbygning i pinsevækkelsen i Danmark. Apostolsk Kirke ønsker at genoprette en nytestamentlig/apostolsk ledelse i kirken.
Siden 1990'erne har Apostolsk Kirke oplevet en ændring af den meget dogmatiske omgang med ledelsesbegreber, og flere strukturforandringer har fulgt efter. Det har ført til, at kirkens ledere ikke længere nødvendigvis skal kaldes apostle og profeter for at kunne virke. Men troen på at disse tjenestegaver er fortsat en væsentlig del af en sund nytestamentlig menighed.
Apostolsk Kirkes gudstjenester er præget af karismatik i form af tungetale og forbøn og har en ret løs liturgi, hvis form er overladt til den enkelte menighed.
Apostolsk Kirke er etableret med lokale kirker i hele Danmark. Kirkernes øverste myndighed er Nationalrådet, en årlig samling for lokalkirkernes præster, menighedsledelser og andre akkrediterede tjenester. Herunder er Tjenesteteamet, som er kirkens daglige ledelse. Teamlederen udpeges af Nationalrådet.
Apostolsk kirke i Danmark tilbyder en fælles administration til lokalmenigheder og missionsprojekter og modtager dertil en årlig fastsat procentsats af medlemsmenighedernes indtægter. Administrationen har et servicecenter med kontor i Kolding. Kirken driver missionsvirksomhed i udlandet og har en række skoler i Danmark, der drives som selvejende institutioner.

## Historisk
Skuespillerinden Anna Larssen Bjørner fik stor betydning for oprettelsen af Den apostolske Kirke, efter at hun fra 1909 oplevede en radikal omvendelse til kristendommen og viede sit liv til teltmission i Danmark. Først var Anna Larssen Bjørner og hendes mand Sigurd Bjørner aktive i pinsevækkelsen i Danmark, men efter et besøg i Wales, hvor den Walisiske vækkelse gjorde et stærkt indtryk på Sigurd Bjørner, blev bl.a. det apostolske ledelsessyn taget med hjem og introduceret for Pinsekirken i København. Her blev det apostolske tjenestesyn ikke hilst velkomment, og det førte til dannelsen af "Den apostolske Kirke".

## Faktaoplysninger
2.854 medlemmer, 864 børn og unge, 31 menigheder, fire skoler og en organisation.
Jacob Viftrup er leder af Apostolsk Kirke i Danmark.